# 209540 Siurana
209540 Siurana este un asteroid din centura principală de asteroizi.

## Descriere
209540 Siurana este un asteroid din centura principală de asteroizi. A fost descoperit pe 23 octombrie 2004 la Begues de José Manteca. Asteroidul prezintă o orbită caracterizată de o semiaxă mare de 2,19 ua, o excentricitate de 0,15 și o înclinație de 5,0° în raport cu ecliptica.